# Ferdinandshöhe (Buckow)
Die Ferdinandshöhe ist eine 47 Meter hohe Erhebung im Südwesten Buckows im Naturpark Märkische Schweiz im Landkreis Märkisch-Oderland in Brandenburg.
Die Höhe entstand in der letzten Weichsel-Eiszeit, als sich das mit Toteis gefüllte Oderbruch und das Berliner Urstromtal (heutiges Spreetal) bildete. Zu dieser Zeit trennte sich die Barnimplatte von der Lebuser Platte; es entstand der Buckower Kessel.